# Kaskadierung
Mit dem Begriff Kaskadierung bezeichnet man in der Elektrotechnik und Elektronik die Hintereinanderschaltung bzw. Verkettung mehrerer Module/Baugruppen. Die Verbindung zwischen den einzelnen Modulen ist dabei einseitig gerichtet, dennoch besteht die Möglichkeit der Rückverbindung zum Anfang der Kette.
Durch Kaskadierung kann man eine höhere Wirkung erzielen als mit nur einem einzelnen Modul. Durch Verschalten mehrerer Spannungsverdoppler erreicht man ein Vielfaches der elektrischen Spannung, wie im Falle der Hochspannungskaskade. Bei der Maschinenkaskade werden mehrere elektrische Maschinen hintereinander geschaltet, z. B. mehrere Asynchronmaschinen mit Schleifringläufer. Die Kaskadenmaschine funktioniert durch eine Kaskadierung der Wicklungen innerhalb der elektrischen Maschine. Bei der Signalverarbeitung bleibt das Signal in der Regel ohne Veränderung, z. B. bei der Verteilung der Satellitensignale an viele Empfänger durch Kaskadierung von Multischaltern.
Kaskadierungen finden sich auch im Softwarebereich, z. B. bei Interrupts, bei denen Signale meist unverändert seriell durch einzelne Module weitergeleitet werden (im Gegensatz zu Kaskadenschaltungen der Elektrik/Elektronik, die sie verstärken).
Bei der Entfettung von Bauteilen in der Feinmechanik mit z. B. Lösungsmitteln werden die Teile nacheinander in Behälter mit unbelastetem Lösungsmittel eingebracht. So ergibt sich eine Vorreinigung, Nachreinigung, Feinreinigung, Feinstreinigung. Auch hier ist von einer Kaskade zu sprechen.
Gleiches gilt für die Trocknung von tierischem und pflanzlichen Gewebe zur Untersuchung mit einem Mikroskop. Hier wird das Material nacheinander in Alkohol mit ansteigender Konzentration eingebracht, um dem Gewebe Wasser zu entziehen (Alkohole haben eine starke Affinität zu Wasser und können es binden).
Druckgasflaschen können energetisch vorteilhaft aus einer Serie von zumindest 2 Vorratsflaschen (typisch: Stahlzylinder) befüllt werden, die sich auf – ansteigend – unterschiedlichen Druckniveaus befinden. Theoretisch kann so bis 50 % der (idealen) Kompressionsarbeit (in die Speicherflaschen hinein) eingespart werden. Wird ohne Kompressor ab Flaschen eines bestimmten Ausgangsdrucks gefüllt, so erhöht kaskadiertes Umfüllen die Ausbeute aus (mehreren) Ausgangsflaschen (typisch 50 Liter Volumen und 200 oder 300 bar Druck) eines externen Lieferanten. Im Gegenzug bedeutet kaskadiertes Füllen einen höheren Aufwand an Apparaturen und Steuerung.